# MPV

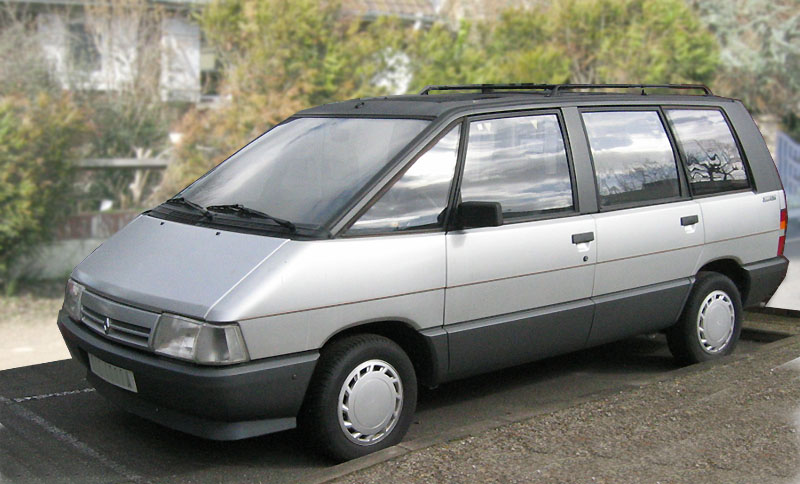
Renault Espace I (1984)

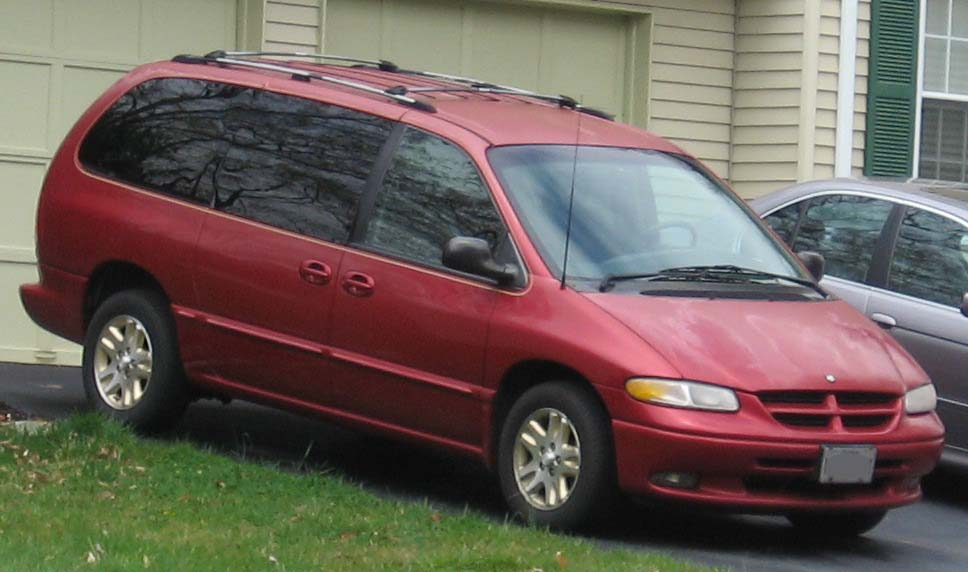
Dodge Grand Caravan 3.generace

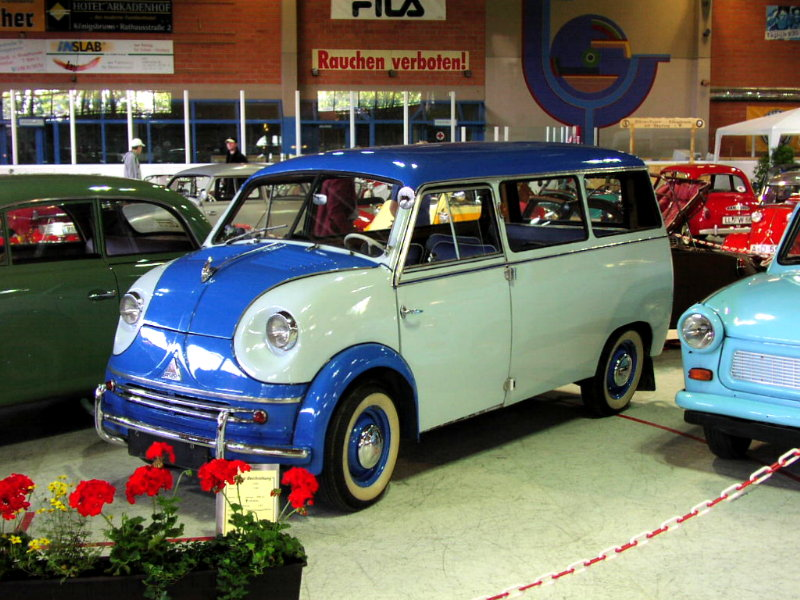
Lloyd LT 600, MPV kategorie vintage

MPV je označení pro víceúčelové vozidlo (z anglického multi-purpose vehicle). Jedná se o druh automobilu, jenž se tvarem podobá dodávce, je však určen k převážení osob. Označovány bývají též jako minidodávky. Minidodávky bývají vyšší než sedany, hatchbacky, stationy či kombíky a jsou navrženy tak, aby cestujícím poskytovaly maximální prostor a pohodlí.
Příklady MPV: Škoda Roomster, Peugeot 807, Kia Carnival, Kia Venga, Renault Espace, Renault Scenic, Citroën Xsara Picasso, Opel Meriva, Opel Zafira, Citroën Evasion, Hyundai Matrix, Fiat Multipla, Fiat Idea, Ford C-MAX, Ford S-MAX a Ford Galaxy.

## Název
Výraz minivan neboli minidodávka vznikl v Severní Americe jako reakce na skutečnost, že tyto automobily jsou mnohem menší a mají aerodynamičtější tvar než tradiční americké dodávky (tou je například Ford E-Series).
V anglicky mluvících zemích Evropy a v Indii je užíván termín multi-purpose vehicle (MPV), jenž popisuje obecný typ vozu bez odkazu na jeho velikost. Ve východní Asii jsou tyto vozy označovány jako MUV (multi-utility vehicle).

## Charakteristika
Výška minidodávek se zpravidla pohybuje mezi 1600 a 1800 mm, což je zhruba o 200 mm více než v případě sedanů, hatchbacků či kombi. Motor je umístěn vpředu, výše než u ostatních druhů automobilů, za účelem minimalizace přesahu karoserie. Zadní přesah karoserie může být krátký (jako v případě hatchbacku) či dlouhý (jako v případě kombi). První z uvedených variant se vyskytuje častěji u menších typů minidodávek, druhá u typů větších.

## Nevýhody
S vyšší stavbou karoserie souvisí nižší aerodynamika, což vede k vyšší spotřebě paliva.